# Alt om Syddanmark
Alt om Syddanmark (AoS) er en flermediel guide til kulturelle arrangementer i Region Syddanmark. Guiden blev lanceret 29. april 2009 og drives af JydskeVestkysten, Fyens Stiftstidende, Fyns Amts Avis, Vejle Amts Folkeblad, TV 2/Fyn og TV Syd i samarbejde med Region Syddanmark, der også støtter projektet økonomisk. 
Alt om Syddanmark består dels af hjemmesiden aos.dk, dels ugentlige tv-indslag og avistillæg. Selskabet bag, AOS.dk P/S, ejes af de fire aviser i samarbejdet.